# Myra Breckinridge – Mann oder Frau?
Myra Breckinridge – Mann oder Frau? ist eine 1969 entstandene Filmsatire auf Hollywood und die amerikanische Sexualmoral. Unter der Regie von Michael Sarne sind Mae West, Raquel Welch und John Huston zu sehen. Dem Film liegt der gleichnamige Roman (1968) von Gore Vidal zugrunde.

## Handlung
Die parodistisch-satirische Geschichte ist, entsprechend dem damals (Ende der 1960er Jahre) herrschenden Zeitgeist, als ein überdrehtes Anti-Establishment-Happening gestaltet. Der junge Myron Breckinridge will sich unbedingt von einem Mann zu einer Frau umoperieren lassen. Während er auf die Geschlechtsangleichung wartet, torkelt ein vollkommen bekiffter Chirurg in den Operationssaal. Ehe dieser das Messer anlegt, berät er Myron kurz. Der hagere alte Mann macht Myron drastisch klar: „Wenn wir einmal etwas weggeschnippelt haben, dann wird es nie mehr zurückwachsen. Ich meine, das ist nicht so wie mit Haaren oder Fingernägeln …“ Myron will jedoch bei seiner Absicht bleiben, und der Chirurg nimmt schließlich den heiklen Eingriff vor. Beobachtet wird er dabei von einer enthusiastischen Zuschauerschar, die diese medizinische Leistung mit frenetischem Applaus begleitet und feiert. Nach der Operation geht die von Myron zu Myra gewordene kurvige, junge Frau schnurstracks nach Hollywood, während der alte Myron, quasi als Alter Ego, nie völlig aus der Geschichte verschwindet.
Myra besucht in Los Angeles eine von Myrons Onkel Buck Loner, einem früheren Cowboyfilm-Star, betriebene Schauspielschule. Der wahre Grund für Myras Besuch bei Onkel Buck ist jedoch ein anderer: Sie erhebt als angebliche Witwe Myrons Anspruch auf die Hälfte von dessen Grundstück, das ihr, so Myras Auffassung, zustehe. Onkel Buck versucht Myra hinzuhalten und besorgt ihr zunächst einen Job in seiner Agentur. Einer von den diversen Freunden Bucks ist die aufgetakelte, betagte Letitia Van Allen, eine frühere Talentsucherin im alten Hollywood. Die noch immer sexhungrige Letitia besitzt eine Schauspieleragentur, die passenderweise „nur für Hauptdarsteller“ reserviert ist und der pompösen Betreiberin lediglich als Nachschublieferant in Sachen Toy-Boys dienen soll. Einer von Letitias jungen Hengsten heißt Rusty. Mit ihm und dessen Freundin, der blonden Unschuld Mary Ann, beginnt Myra Breckinridge nun ihren sexuellen Horizont zu erweitern. Bald geraten die Dinge durch Drogen (Marihuana), Ausschweifungen (eine handfeste Orgie) und neue Sexualpraktiken („Pegging“, siehe unter Produktionsnotizen) komplett aus dem Ruder zu laufen …

## Produktionsnotizen
Myra Breckinridge – Mann oder Frau? entstand in der zweiten Jahreshälfte 1969 und wurde am 24. Juni 1970 uraufgeführt. In Deutschland lief der Film am 2. Oktober 1970 an. Hierzulande waren die Kontroversen um diesen Streifen weitaus geringer und weniger moralinsauer geführt als in die Vereinigten Staaten. In den USA erhielt diese Produktion als eine von nur zwei US-Filmen des Jahres 1970 ein so genanntes X-Rating, das heißt, er wurde nur für volljährige Kinobesucher freigegeben. Grund dafür war eine Szene mit Raquel Welch, in der diese einen Mann mittels erzwungenem Pegging penetriert. Erst nach einer schnittbedingten Entschärfung wurde Myra Breckinridge auf ein weniger striktes R-Rating reduziert.
Jack Martin Smith entwarf die Filmbauten. Edith Head entwarf Mae Wests Kostüme, Theadora Van Runkle alle anderen. Lionel Newman übernahm die musikalische Leitung.
Einige spätere Fernsehstars wie Tom Selleck (Magnum) und Farrah Fawcett (Drei Engel für Charlie) erhielten hier eine ihrer ersten Kinofilmrollen. Für die skandalerprobte Mae West bedeutete Myra Breckinridge – Mann oder Frau? die erste Rückkehr vor die Kinofilmkamera seit 26 Jahren. Nur noch ein weiterer Kinofilm (Sextette) sollte bis zu ihrem Tod im Jahre 1980 folgen.

## Kritiken
Der Film erhielt wütende Verrisse, die bisweilen Hasskommentaren gleichkamen. Auf US-amerikanischen Kritikerlisten zu den angeblich schlechtesten je gedrehten Filmen belegt Myra Breckinridge regelmäßig obere Ränge. Nachfolgend eine kleine Kritiken-Übersicht:
Im Time Magazine beispielsweise war in der Ausgabe vom 6. Juli 1970 Folgendes zu lesen: „Myra Breckinridge ist so lustig wie ein Kinderschänder. Der Film ist eine Beleidigung der Intelligenz, ein Affront gegenüber dem Feingefühl und eine Abscheulichkeit für das Auge. […] Das Ergebnis ist eine unzusammenhängende Geschichte von Sodomie, Entmannung, Autoerotismus und einfach nur schlechtem Geschmack“.
Der Kritiker von The Miami News, Herb Kelly, bezeichnete in der Ausgabe vom 29. August 1970 Myra Breckinridge „als den schlechtesten Film aller Zeiten … dem niemand in Sachen Geschmacklosigkeit und Langeweile das Wasser reichen“ könne.

„Die Verfilmung von Gore Vidals Hollywood-bezogener Transsexuellen-Satire startet vielversprechend, stürzt aber nach einiger Zeit ins Bodenlose ab dank einer naiven Regie. Als lüsterne Künstleragentin sorgt Mae West nach einer über 26-jährigen Abwesenheit von der Leinwand für einige lustige Momente, obwohl ihr Part sehr kurz ist. John Huston … ist gut, während die Titelheldin Raquel Welch, wie der ganze Film, am Anfang gut ist, aber in dem Maße im Stich gelassen, wie die Geschichte fortschreitet, bis zu dem Zeitpunkt, an dem sie alles allein am Laufen halten muss (aber nicht kann).“

„Gore Vidals lose strukturierter Comedy-Roman zum Thema Geschlechtsumwandlung war vermutlich unverfilmbar, aber diese Version gibt ja nicht einmal dem Buch eine Chance. (…) So schlecht wie ein Film nur schlecht sein kann.“

„Streckenweise sehr temperamentvoll und originell inszeniert, fehlt dem Film der stilistische Zusammenhalt. Die anfängliche Leichtigkeit der Gags verliert sich immer mehr in dummen, unverbindlichen Bildern und Redensarten.“

„Ein scharfer, satirischer Roman, aus dem ein anrüchiger, zielloser Film entstand, der zur Wasserscheide von Permissivität wurde. Nach einem internationalen Aufschrei distanzierte sich selbst das produzierende Studio von ihm. Ein paar gute Lacher tauchen aus diesem Morast auf ...“